# Centerville (contea di Crawford, Pennsylvania)
Centerville è un comune (borough) degli Stati Uniti d'America, situato nello stato della Pennsylvania, nella contea di Crawford.